# AS2
Applicability Statement 2 (AS2) ist ein Standard über einen gesicherten Nachrichtentransport über das Internet. Es ist detailliert beschrieben in RFC 4130.
Mit AS2 werden meist Nachrichten für Electronic Data Interchange (EDI) übertragen.
AS2 spezifiziert, wie man sich verbindet und Nachrichten validiert, versendet und bestätigt. Es erzeugt einen Umschlag für eine Nachricht, welche dann gesichert über das Internet versandt wird. Die Urheberschaft (nicht abstreitbare Nachricht) wird durch digitale Signaturen und die Datensicherheit durch Verschlüsselung gewährleistet. Der Absender erhält aus dem AS2-Protokoll eine digitale Empfangsquittung, in der AS-Sprache als Message Disposition Notification (MDN) bezeichnet, mit der der Absender die fristgerechte Zustellung beweisen kann.

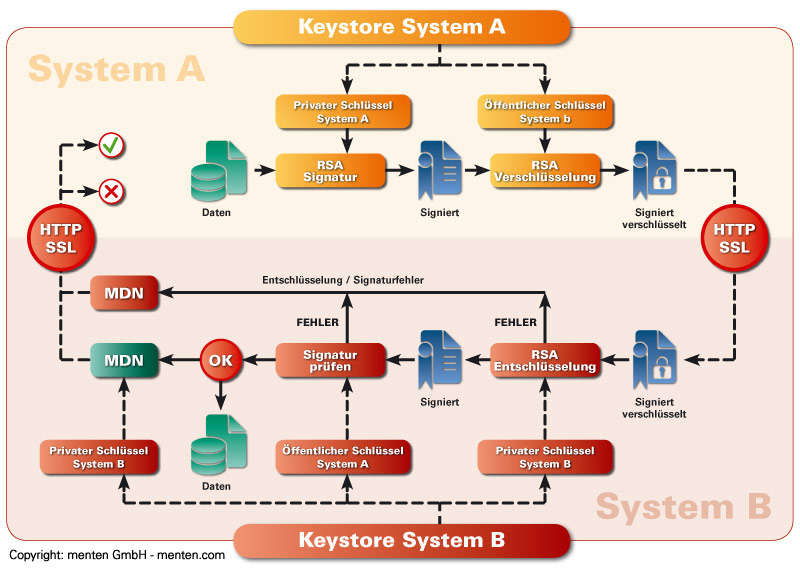
Ablaufschema von AS2

AS2 ist ein Übertragungsstandard, der speziell für E-Commerce entwickelt wurde. Im Gegensatz zu anderen Übertragungsstandards wie etwa E-Mail, X.400, ISDN-FTP usw., die auch, aber nicht ausschließlich im geschäftlichen Kontext verwendet werden, ist AS2 von Grund auf nur für einen Geschäftseinsatz konzipiert. Charakteristischer Unterschied zu anderen Übertragungsstandards ist, dass der Anwender zum Beweis der Revisionssicherheit nicht auf technische Protokolle angewiesen ist (die beispielsweise Netzwerkspezialisten erst aus den Systemen hervorholen müssen), sondern mit der MDN den Beweis in Nachricht-Form besitzt.

## Geschichte
Die Standardisierung von AS2 erfolgte beim Internet Engineering Task Force (IETF) in der Arbeitsgruppe Electronic Data Interchange-Internet Integration (EDIINT). Der erste Name von AS2 lautet im Jahre 1997 noch „HTTP Transport for Secure EDI“. Im Laufe der Standardisierung wechselte der Name 2002 dann in AS2, weil zwischenzeitlich auch andere Kommunikationswege für sicheren EDI-Nachrichtenaustausch in ähnlicher Logik mit der MDN wie AS2 standardisiert wurden. Die verabschiedete Version von AS2 kam 2005 heraus als RFC 4130.
Neben AS2 gibt es noch AS1 und AS3, die aber kaum Verbreitung gefunden haben, weil die meisten Geschäftsnachrichten entweder zeitkritisch sind und dies über HTTP besser zu gewährleisten ist als über Mail (=AS1) oder die Anbindung leichter vollzogen werden soll mit HTTP statt FTP (=AS3).

## Normen und Standards
- RFC: <a href='https://datatracker.ietf.org/doc/html/rfc4130' class='extiw' title='rfc:4130'>4130</a> – MIME-Based Secure Peer-to-Peer Business Data Interchange Using HTTP, Applicability Statement 2 (AS2). Juli 2005 (englisch).